# Bertha-von-Suttner-Gymnasium (Neu-Ulm)
Das Bertha-von-Suttner-Gymnasium (kurz: BvSG) ist eines von zwei Gymnasien in Neu-Ulm. Die Schule wurde nach der Friedensnobelpreisträgerin und österreichischen Pazifistin Bertha von Suttner benannt.

## Beschreibung
Das Bertha-von-Suttner-Gymnasium wurde 1975 gegründet. Die Haupteinzugsgebiete sind die Vororte und nördlichen Ortsteile von Neu-Ulm. Dazu zählen unter anderem Pfuhl, Burlafingen, Steinheim, Offenhausen, Elchingen, Nersingen und Strass.
Die Schule bietet einen mathematisch-naturwissenschaftlichen sowie einen neusprachlichen Zweig an. Gefördert wird die Schule unter anderem auch vom Förderverein Freunde und ehemalige Schüler des Bertha-von-Suttner e. V.

## Projektarbeit
Das Gymnasium zählt zu den UNESCO-Projektschulen, die in besonderer Weise durch die UNESCO gefördert werden. Das Gymnasium nimmt am 1996 von Stupperich von der Universität Ulm Abteilung Mikrobiologie initiierten „Netzwerk-Universität-Gymnasium-Industrie (NUGI)“-Projekt teil. Das NUGI-Projekt zielt auf einen modernen, experimentellen und multimediafähigen Biologieunterricht ab.
Bereits 1998/1999 wurde eine Arbeitsgemeinschaft (AG) „Energiespar“ eingerichtet, in der Schüler und Lehrer in Zusammenarbeit mit der Fachhochschule Ulm die Einsparmöglichkeiten an der Schule untersuchten. Diese AG entstand durch einen Aufruf des Landkreises Neu-Ulm. Dabei wurde festgestellt, dass durch einen Fehler im Regelungskreislauf der Heizung viel Energie verloren geht. Die AG wurde dafür unter anderem im Jahr 2000 mit dem Preis der Tutzinger Stiftung zur Förderung der Umweltbildung ausgezeichnet. Aus dieser Arbeit ging später die Solarenergie-AG hervor.

## Technik Team
Das Technik Team des Gymnasiums sorgt für die Technik auf Veranstaltungen wie dem Show-Café oder Informationsabenden. Durch die Zusammenarbeit des Technik Teams mit den Theater und Film AGs und der Schülermitverwaltung (SMV) können viele Theaterstücke, Präsentationen, Konzerte und Talentshows vor 100 bis 200 Gästen mit hochwertiger Ton-, Licht- und Videotechnik veranstaltet werden.

## Robotik
Im BvSG gibt es 3 verschiedene Robotik AGs, welche zusammen ein breites Angebot an technischer Bildung außerhalb des Unterrichts für alle Altersstufen bereitstellen.

### Robotik für Anfänger
Der Anfängerkurs ist hauptsächlich für Schüler der  5. und 6. Klassenstufe gedacht, welche Interesse für das Programmieren und Arbeiten mit Robotern zeigen. Die Teilnehmer können mit programmierbaren Lego Mindstorms Robotern spielerisch die Welt der Informatik kennenlernen. Ziel ist es, auf einem um den Planeten Mars thematisierten Spielfeld mehrere Missionen in möglichst kurzer Zeit zu erledigen. Dabei muss der Roboter so programmiert werden, dass er zu verschiedenen auf dem Spielfeld platzierten, ebenfalls aus Lego gebauten Stationen fährt und dessen Aufgaben mit selbst gebauten Werkzeugen löst.
Durch diese AG lernen die Schüler die Grundlagen des strategischen Denkens. Außerdem werden wichtige Grundkenntnisse für die fortgeschrittenere First Lego League Challenge gesetzt.

### First Lego League Team
Wer nach dem Anfängerkurs weiterhin Lust hat, mit Lego zu arbeiten und seine Bau- bzw. Programmierfähigkeiten zu verbessern, kann sich für das First Lego League Team der Schule bewerben.
Bisher hat das BvSG an zwei FLL Wettbewerben teilgenommen:

#### 2018/19:  Into Orbit (Leben und Reisen im Weltraum)
- Ort des Wettbewerbs: Garching
- Anzahl der Teams: 2
- Platzierungen: 5 & 12

#### 2024/25: SUBMERGED
- Ort des Wettbewerbs: München
- Teams: „Spearhead Dynamics“ (Team1) Coach: Nando Kitterer, „Pallas“ (Team 2) Coach: Florian Bindhammer, Mikko Merkle
- Platzierungen: 9 (205 Punkte) & 14 (160 Punkte)

### Robotik für Fortgeschrittene
Ab der 9. Klasse (Ausnahmen möglich) können besonders begeisterte Schüler ihren Hobbys und Leidenschaften in einer separaten Arbeitsgemeinschaft mit hochwertigem Equipment nachgehen. Teilnehmer können sich zwischen mehreren Themenbereichen entscheiden:

#### Lego
Teilnehmer können sich mit den ihnen zur Verfügung gestellten Materialien einem individuellen Projekt ihrer Wahl widmen.

#### 3D-Druck
Schüler können hier mit einem der drei 3D-Druckern der Schule und der Software „Fusion360“ von Autodesk das CAD Modelling und additive Herstellen von Gegenständen lernen. Dabei können z. B. Verbesserungen, Reparaturteile oder Werkzeuge hergestellt werden. Außerdem können Projektarbeiten zusammen mit anderen AGs der Schule gemacht werden.

#### NAO/Pepper
Mit den humanoiden Robotern „NAO“ und „Pepper“ der Firma Aldebaran Robotics können Teilnehmer das Programmieren eines Roboters auf praktischer Ebene erlernen. Dabei können auch Projekte für repräsentative Veranstaltungen oder in Zusammenarbeit mit anderen AGs zustande kommen.

## Schulleiter
Schulleiter waren bisher
- Karin Weisgräber, 1975–1999
- Peter Granzow, 1999–2005
- Hermann Muzell, 2005–2014
- Jutta Gruber, 2014–2017
- Mark Lörz, 2017–2022
- Sabine von Appen, seit 2022

## Bekannte Ehemalige

### Lehrpersonal
- Thorsten Freudenberger (* 1973), 2014–2023 Landrat von Neu-Ulm, Direktmandat im Bayerischen Landtag seit 2023

### Schüler
- Werner Klingler (* 1970), Anästhesist
- Roland Eichmann (* 1972), 1. Bürgermeister in Friedberg (Bayern)
- Norbert Keil (* 1972), Filmregisseur, Drehbuchautor und Filmproduzent
- Katrin Albsteiger (* 1983), Oberbürgermeisterin der Stadt Neu-Ulm
- Veronika Keller-Engels (* 1972), Präsidentin des Bundesamts für Justiz

## Naturwissenschaftliche Projekte

### Astronomie
Die Schule verfügt über einen Astronomiekurs und wird besonders für die Sternwarte, welche sich auf dem Dach des Schulgebäudes befindet, ausgezeichnet. Mit diesem wurden bereits Bilder des Saturn (Planet) und seinen Monden gemacht.

### Biologie
In der Schule befindet sich ein Biologisches Labor der Sicherheitsstufe 1 und es findet ein Kurs zur Experimentellen Mikrobiologie und zur Experimentellen Gentechnik statt.

### Chemie
Das BVSG nimmt an verschiedenen Wettbewerben in der Thematik Chemie teil, beispielsweise bei „Experimente antworten“ oder an der Internationalen Chemie Olympiade. Außerdem verfügt die Schule über besondere Ausstattung, wie z. B. ein Rotationsdampfer zum Entfernen von Lösungsmitteln oder ein Gaschromatographen für die Demonstration und für analytische Versuche.